# Zločin pátera Amara
Zločin pátera Amara (portugalsky O Crime do Padre Amaro, celým názvem Zločin pátera Amara: Výjevy z nábožného života, portugalsky O Crime do Padre Amaro: cenas da vida devota) je realistický až naturalistický román z 19. století, který napsal portugalský spisovatel José Maria de Eça de Queirós, jeden z nejvýznamnějších představitelů portugalské literatury 19. století. Román je ostrou kritikou katolické církve a maloměšťáctví.

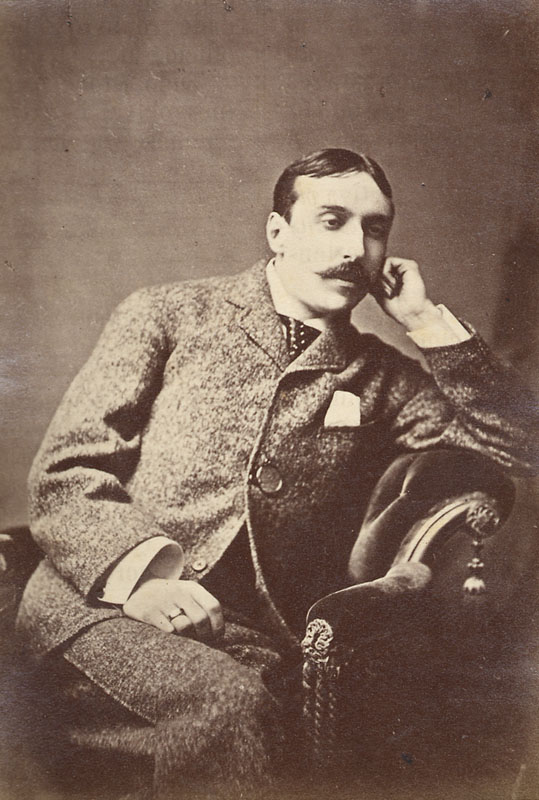
José Maria Eça de Queirós

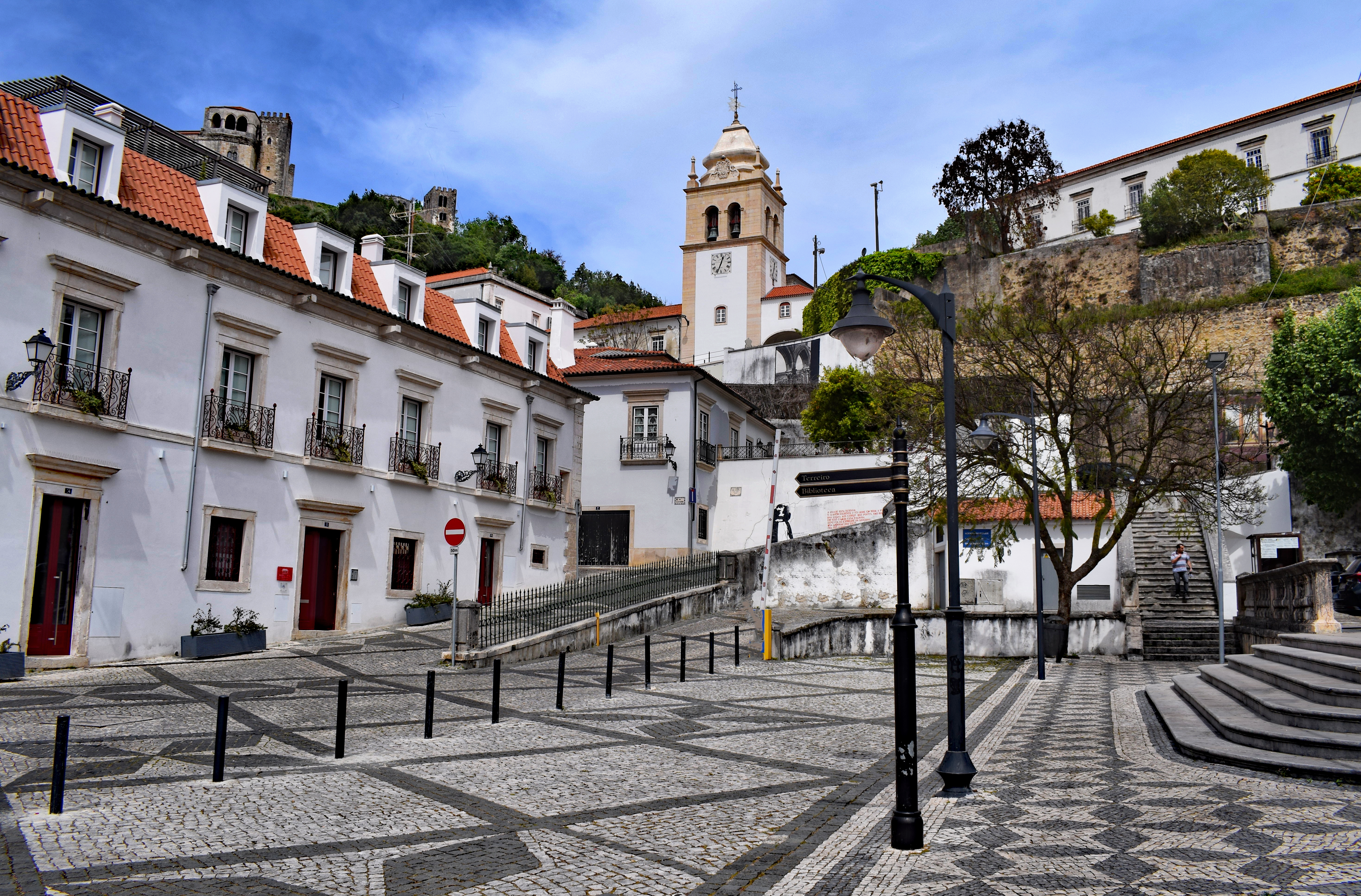
Ulice města Leirie, kde se odehrává velká většina románu

## Děj
Román vypráví příběh mladého kněze Amara, který po krátkém působení v malé horské farnosti získá díky svým kontaktům se šlechtici poměrně dobré místo faráře ve městě Leiria. Zde se zamiluje do Amélie, dcery paní Joaneiry, jeho domácí. Amaro a Amélia se začínají stále více sbližovat, čehož si všimne João Eduardo, mladý písař, kterého si má Amélie vzít za muže. João Eduardo proto sepíše velmi provokativní článek, který ostře kritizuje leirijské duchovenstvo a ve které implikuje, že Amaro svádí Amélii. I když je článek vydán anonymně, jeho autor je odhalen a z plánované svatby sejde, nicméně v reakci na článek je jeden z farářů přeřazen z Leirie a Amaro se stěhuje pryč z domu paní Joaneiry do samostatného domu, který si pronajímá. João Eduardo poté Amara na ulici udeří do ruky, což je v silně katolické Leirii považováno za skandální, ztrácí kvůli tomu svou práci, je exkomunikován z církve a je donucen se odstěhovat z města. Amaro a Amélie se pak stále více sbližují a se záminkou toho, že vzdělávají a přivádějí k víře chromou dceru zvoníka, se tajně scházejí v zvoníkově pokoji nedaleko kostela, kde se milují. Jejich vztah sice odhalí kanovník, ale vzhledem k tomu, že Amaro ví o jeho milostném vztahu s paní Joaneirou, nemá toto odhalení další následky. Problém nastává poté, co Amélia otěhotní. Amaro se zprvu pokouší problém vyřešit tak, že se snaží zjistit, kam odešel João Eduardo a pokusí se s ním znovu domluvit svatbu s Amélií, ovšem nenajde ho. Nakonec se tedy rozhodne Amélii poslat na několik měsíců na venkov, kde má i porodit, se záminkou péče o Josefu, kanovníkovu sestru, která se na venkově zotavuje z nemoci, přičemž paní Joaneira s kanovníkem budou v této době pobývat u moře. Plán vyjde a Amaro se rozhodne novorozence dát do péče chůvě, která je známá tím, že vraždí nechtěné děti. Amélia následně umírá krátce po porodu, poté co dostane záchvat z toho, že jí bylo dítě odebráno. Amaro krátce na to odjíždí do Lisabonu a do Leirie se už nikdy nevrátí. Poslední scény románu popisují Améliin pohřeb a setkání Amara s kanovníkem v Lisabonu, v rámci kterého probírají aktuální události spojené s pařížskou komunou.

## Vydání
Román byl poprvé vydán v roce 1875 a vycházel postupně v časopisech. V tomto prvním vydání není kritizována církev, román se zaměřuje jen na lásku Amara a Amélie. Ještě během toho co román časopisecky vycházel vydal Eça de Queirós druhé vydání, kde je již církev kritizována a Amaro je zde zobrazen jako cynik, který manipuluje svým okolím, aby získal Amélii. Ve třetím vydání z roku 1880 je pak kritika církve ještě ostřejší.

### České vydání
Česky byl román vydán v roce 1961 ve Státním nakladatelství krásné literatury a umění v překladu Zdeňka Hampejse (krátké části románu ve verších přebásnil Kamil Bednář).

## Ohlasy
I přesto, že byl realistický až naturalistický styl románu v Portugalsku něčím zcela novým, na první dvě vydání nebyly ohlasy příliš velké. Po třetím vydání už přišlo ohlasů více, ať už velmi negativních (z katolických a konzervativních kruhů), tak i negativních (chváleno bylo, že román upozorňuje na morální pokleslost církve). Obecně bývá považován za jedno z nejvýznamnějších děl portugalské literatury 19. století.
Ve své době býval román kritizován za příliš podobnost Hříchu abbého Moureta, románu Emila Zoly s velmi podobnými motivy i příběhem. Eça de Queirós se proti tomu vymezil v předmluvě k druhému vydání, kde upozornil na to, že první vydání bylo vydáno dříve, než román Zoly.

## Filmové adaptace
- Zločin pátera Amara, československý televizní film z roku 1968.[6]
- El crimen del padre Amaro (Zločin pátera Amara), mexický film z roku 2002, který příběh románu zasazuje do mexického prostředí.[7]
- O Crime do Padre Amaro (Zločin pátera Amara), portugalský film z roku 2005. V portugalských kinech byl jedním z nejnavštěvovanějších filmů v historii portugalské kinematografie.[8]
- O Crime do Padre Amar (Zločin pátera Amara), minisérie z roku 2023 pro portugalskou televizi Rádio e Televisão de Portugal.[9]